# Atletica leggera ai Giochi della XXIV Olimpiade - Salto triplo
Il salto triplo ha fatto parte del programma maschile di atletica leggera ai Giochi della XXIV Olimpiade. La competizione si è svolta nei giorni 23-24 settembre 1988 allo Stadio olimpico di Seul.

## Presenze ed assenze dei campioni in carica
| Competizione        | Atleta             | Prestazione | Seul 1988    |
| ------------------- | ------------------ | ----------- | ------------ |
| Olimpiadi 1984      | Al Joyner          | 17,26 m     | 5° ai Trials |
| Commonwealth 1986   | John Herbert       | 17,27 m     | Presente     |
| Goodwill Games 1986 | Mike Conley        | 17,69 m     | 4° ai Trials |
| Europei 1986        | Hristo Markov      | 17,66 m     | Presente     |
| Asiatici 1986       | Norifumi Yamashita | 17,01 m     | Presente     |
| Panamericani 1987   | Mike Conley        | 17,31w m    | 4° ai Trials |
| Africani 1987       | Francis Dodoo      | 17,12 m     | Presente     |
| Mondiali 1987       | Hristo Markov      | 17,92 m     | Presente     |

## La gara
I migliori 12 partecipano alla finale, che è in programma sabato 24 settembre 1988.
In Qualificazione la prestazione migliore è del sovietico Igor Lapchine con 17,37 metri. Il favorito per il titolo è comunque il bulgaro Hristo Markov. Il campione mondiale deve difendere il suo trono dall'assalto sia dei triplisti sovietici sia dell'americano Willie Banks, primatista mondiale.
Al primo salto di finale il sovietico Kovalenko stabilisce il nuovo record olimpico con 17,42. Ma poco dopo viene superato da Markov con 17,61. Nel resto della gara nessuno riesce a fare meglio, e la gara finisce con il bulgaro davanti a tre sovietici. Banks fa una gara anonima e finisce sesto.

## Risultati

' (il salto vincente di Markov)

' (il salto di Igor Lapshin per l'argento)

' (il salto di A. Kovalenko per il bronzo)

### Turno eliminatorio
Qualificazione16,90 m
Quattro atleti ottengono la misura richiesta. Ad essi sono aggiunti gli otto migliori salti.
Gruppo A
| Posizione | Atleta               | Paese                     | Misura |
| --------- | -------------------- | ------------------------- | ------ |
| 1         | Aljaksandr Kavalenka | Unione Sovietica          | 17,24  |
| 2         | Jacek Pastusinski    | Polonia                   | 16,66  |
| 3         | Ivan Slanar          | Cecoslovacchia            | 16,59  |
| 4         | Willie Banks         | Stati Uniti               | 16,57  |
| 5         | Joseph Taiwo         | Nigeria                   | 16,42  |
| 6         | Norifumi Yamashita   | Giappone                  | 16,29  |
| 7         | Vernon Samuels       | Regno Unito               | 16,28  |
| 8         | George Wright        | Regno Unito               | 16,09  |
| 9         | Jonathan Edwards     | Regno Unito               | 15,88  |
| 10        | José Quiñaliza       | Ecuador                   | 15,86  |
| 11        | Frank Rutherford     | Bahamas                   | 15,84  |
| 12        | Nai Hui-fang         | Taipei cinese             | 15,74  |
| 13        | Marsouq Alyouhah     | Kuwait                    | 15,72  |
| 14        | Robert Cannon        | Stati Uniti               | 15,69  |
| 15        | Lotfi Kaida          | Algeria                   | 15,68  |
| 16        | José Leitão          | Portogallo                | 15,60  |
| 17        | Ernesto Torres       | Porto Rico                | 15,59  |
| 18        | Abcelvio Rodrigues   | Brasile                   | 15,13  |
| 19        | Lennox Adams         | Saint Vincent e Grenadine | 14,73  |
| 20        | Paulo Noronha        | Mozambico                 | 14,71  |
| 21        | Devon Hyde           | Belize                    | 14,09  |
| -         | Béla Bakosi          | Ungheria                  | NP     |

Gruppo B
| Posizione | Atleta              | Paese            | Misura |
| --------- | ------------------- | ---------------- | ------ |
| 1         | Igor' Lapšin        | Unione Sovietica | 17,37  |
| 2         | Oleg Protsenko      | Unione Sovietica | 17,00  |
| 3         | Hristo Markov       | Bulgaria         | 16,91  |
| 4         | Norbert Elliott     | Bahamas          | 16,43  |
| 5         | Charles Simpkins    | Stati Uniti      | 16,35  |
| 6         | Didier Falise       | Belgio           | 16,35  |
| 7         | Chen Yanping        | Cina             | 16,25  |
| 8         | Andrzej Grabarczyk  | Polonia          | 16,24  |
| 9         | John Herbert        | Regno Unito      | 16,21  |
| 10        | Francis Dodoo       | Ghana            | 16,17  |
| 11        | Edrick Floreal      | Canada           | 16,11  |
| 12        | Patterson Johnson   | Bahamas          | 16,03  |
| 13        | Marios Hadjiandreou | Cipro            | 15,95  |
| 14        | Jorge Silva         | Brasile          | 15,95  |
| 15        | Park Young-jun      | Corea del Sud    | 15,86  |
| 16        | Ricardo Valiente    | Perù             | 15,59  |
| 17        | Brian Wellman       | Bermuda          | 15,47  |
| 18        | Fathi Aboud         | Libia            | 15,13  |
| 19        | Haider Ali Shah     | Pakistan         | 14,88  |
| 20        | Toyi Simklina       | Togo             | 13,95  |
| -         | António Santos      | Angola           | Rit.   |
| -         | Milan Mikulas       | Rep. Ceca        | Rit.   |
| -         | James Browne        | Antille Olandesi | Rit.   |

### Classifica finale
| Pos     | Paese e Atleta       | 1° salto | 2° salto | 3° salto | 4° salto | 5° salto | 6° salto | Miglior Misura | Note            |
| ------- | -------------------- | -------- | -------- | -------- | -------- | -------- | -------- | -------------- | --------------- |
| Oro     | Hristo Markov        | 17,61    | X        | 15,71    | 17,54    | X        | 17,10    | 17,61          | Record olimpico |
| Argento | Igor' Lapšin         | 16,75    | 17,09    | X        | X        | X        | 17,52    | 17,52          |                 |
| Bronzo  | Aljaksandr Kavalenka | 17,42    | 17,40    | X        | X        | -        | X        | 17,40          |                 |
| 4       | Oleg Protsenko       | 17,38    | X        | X        | 17,31    | X        | 16,61    | 17,38          |                 |
| 5       | Charlie Simpkins     | 16,62    | X        | X        | -        | X        | 17,29    | 17,29          |                 |
| 6       | Willie Banks         | X        | 17,03    | 16,90    | -        | 16,86    | X        | 17,03          |                 |
| 7       | Ivan Slanař          | 16,58    | 16,75    | 16,59    | X        | X        | 16,24    | 16,75          |                 |
| 8       | Jacek Pastusiński    | 16,72    | X        | X        | X        | 16,50    | 16,50    | 16,72          |                 |
| 9       | Joseph Taiwo         | X        | 16,46    | 16,27    |          |          |          | 16,46          |                 |
| 10      | Norbert Elliott      | 16,19    | X        | 16,08    |          |          |          | 16,19          |                 |
| 11      | Didier Falise        | 16,06    | X        | 16,17    |          |          |          | 16,17          |                 |
| 12      | Norifumi Yamashita   | 15,62    | X        | X        |          |          |          | 15,62          |                 |